# Cumarylalkohol
Cumarylalkohol ist eine chemische Verbindung aus der Gruppe der Phenylpropanoide bzw. der Zimtalkohol-Derivate.

## Vorkommen
Cumarylalkohol bildet mit den beiden anderen Monomeren Sinapylalkohol und Coniferylalkohol die Basis von Lignin, dem Stützpolymer von Pflanzen und Holz. Cumarylalkohol ist verstärkt im Lignin von Gräsern und weniger im Lignin von Bäumen vorhanden.

## Herstellung
Die Biosynthese von Cumarylalkohol erfolgt in der Pflanze im Phenylpropanstoffwechsel, einem mehrstufigen Prozess, bei dem aus Phenylalanin oder Tyrosin trans-Zimtsäure gebildet wird. Diese wird durch Hydroxylierung zu Cumarsäure umgesetzt und dann über die Aldehydstufe zu Cumarylalkohol reduziert.
Technisch kann Cumarylalkohol durch enzymatische Oxidation von 4-Allyphenol hergestellt werden.
Fettsäure-Ester des Cumarylalkohols sind die Basis der epikutikularen Wachse, welche die Oberfläche von Äpfeln schützen.